# Tokyo.sora
『tokyo.sora』は、2002年に公開された石川寛監督の日本映画。

## 概要
東京の空の下で悩みや不安を抱えながら日常を生きる6人の女性の姿を描く。
シナリオを用意せず構成だけを決め、台詞などの細部は撮影時に作り込むという手法で制作された。

## キャスト
- ヨーコ「葉っぱの葉のヨーコ」： 板谷由夏
- ユキ「空から降る雪のユキ」： 井川遥
- 美大のコ： 仲村綾乃
- 茶店のコ： 高木郁乃
- 台湾のコ：孫正華
- メガネのコ： 本上まなみ
- 喫茶店のマスター： 長塚圭史
- 美大生の彼氏： 石川伸一郎
- 台湾のコが好きになる日本人： 坂本サトル
- ランパブに来るサラリーマン： 遠藤章造（ココリコ）
- 美大生を面接するファミレスの店長： 香川照之
- 編集者の道原： 西島秀俊

## スタッフ
- 監督・編集： 石川寛
- 撮影： 阿藤正一、小野寺幸浩
- 美術： 舟橋葉子
- 音楽： 菅野よう子
- 音楽制作： グランドファンク
- プロデューサー： 永松彰、岸野一雄、石川寛、程田健司
- 制作プロダクション： ドマーニ、グアダループ